# Superfruit

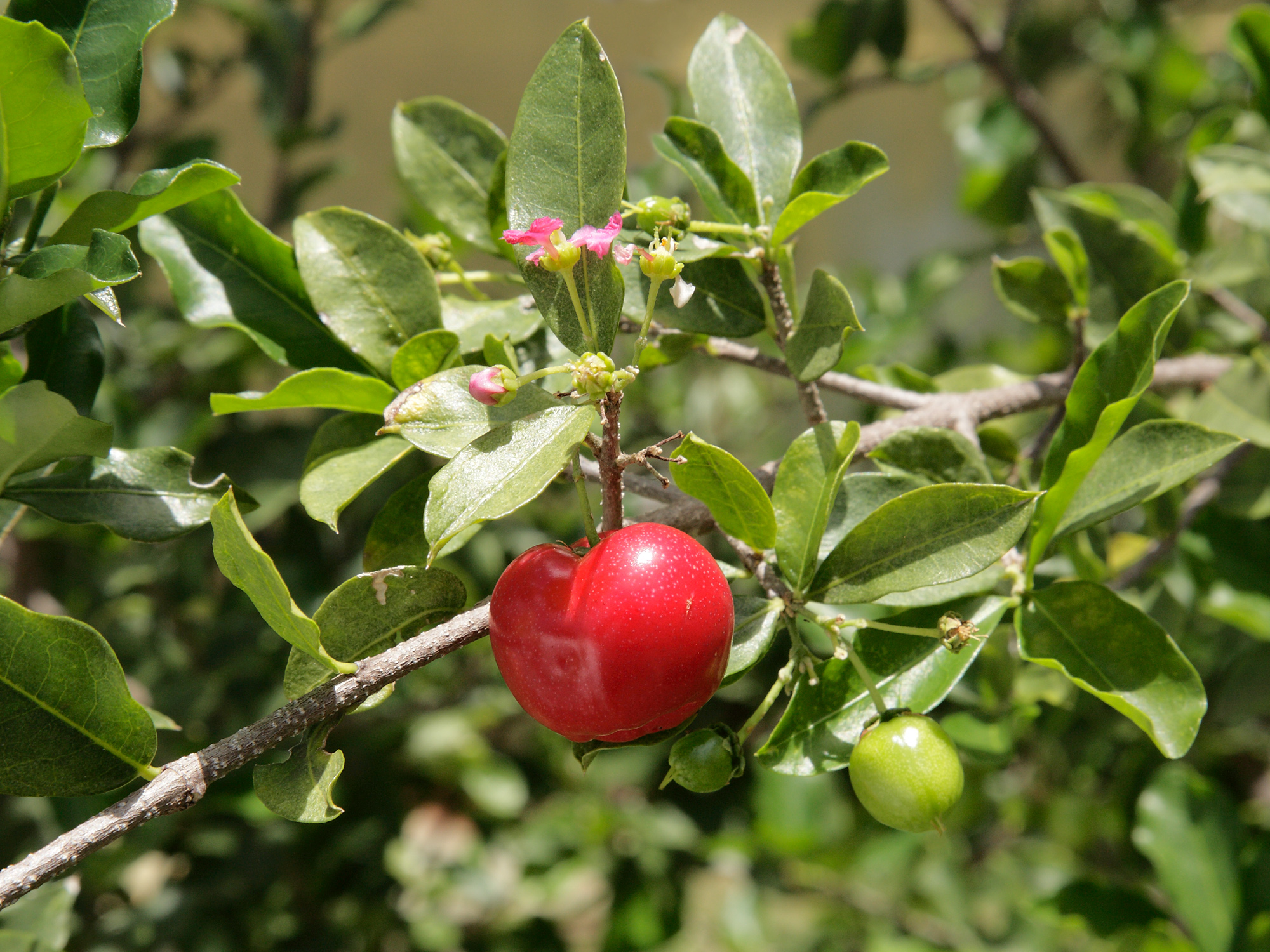
Acérola ou cerise de Barbade, présentant le taux de vitamine C parmi les plus élevés au monde.

Le terme superfruit désigne de manière commerciale les fruits, tels que les myrtilles (bleuets), les canneberges (cranberries), la grenade, les mûres, l'açaï, l'acérola, le noni, l'argousier, le maqui ou encore le camu-camu, qui sont particulièrement riches en antioxydants (flavonoïdes, tanins et autres polyphénols, vitamine C), et qui sont censés avoir un effet sur la santé. Cette notion a été créée aux États-Unis.

## Une définition floue
Il n'existe aucun regroupement ou classification officiels des superfruits, mais d'ordre général, c'est la valeur de l'indice ORAC (capacité d'absorption des radicaux oxygénés) élevée ou le profil nutritionnel supérieur à la moyenne des autres fruits, notamment en vitamines et minéraux, qui sert de référence, ou la teneur en certains polyphénols spécifiques. Le département de l'Agriculture des Etats-Unis (USDA) considère désormais que la valeur de l'indice ORAC n'est pas en relation avec les propriétés bénéfiques des polyphénols, et ne publie plus les valeurs ORAC des produits alimentaires. L'indice ORAC n'a jamais été reconnu en Europe.
Les superfruits sont souvent associés aux nutriments fonctionnels voire aux alicaments (aliments aux propriétés médicinales) car ils sont supposés posséder de nombreuses vertus pour la santé : protection contre les radicaux libres, la fatigue et le stress, prévention des cancers, renforcement du système immunitaire, amélioration des défenses naturelles de l'organisme, etc.

## Réglementation
Dans l'Union européenne, seules les allégations nutritionnelles et de santé reconnues par l'Autorité européenne de sécurité des aliments (EFSA) peuvent être mentionnées sur les emballages (voir allégations nutritionnelles et de santé). En France, la Direction générale de la concurrence, de la consommation et de la répression des fraudes (DGCCRF) est chargée de la réglementation concernant la communication sur l’impact sanitaire de certaines denrées alimentaires. Celle-ci a alerté en 2021 sur les « allégations de santé non autorisées » concernant les « superfruits », notion floue souvent utilisée à tort et à travers et qui n'a fait l'objet d'aucune étude sérieuse concernant les produits qui s'en réclament (au même titre que d'autres intitulés pseudo-médicaux comme « détox »).